# 팡수
팡수(본명: 이광수, 2001년 3월 14일 ~ )는 대한민국의 리그 오브 레전드 프로게이머로 아이디는 PangSu이다. 포지션은 정글이다. 과거 Bonnie라는 아이디를 사용했다.

## 선수 생활
2018년 5월, APK 프린스에 입단하면서 프로 커리어를 시작했다. 서머 시즌 초반 팀의 주전으로 출전했으나 이후 빈스와 번갈아가면서 출전했다.
2019시즌에서는 카카오가 영입되면서 서브 선수로 활동했다. 스프링 시즌 종료 후 팀에서 퇴단했다.
이후 젠지 아카데미에서 활동했으며 2020년, KT의 아카데미팀에 합류했다.
2021시즌을 앞두고 KT 롤스터의 1군팀으로 콜업되었다. 스프링 시즌 동안 블랭크의 서브 선수로 활동하면서 간간히 출전했다. 스프링 2라운드를 앞두고 2군팀으로 샌드다운되었다. 2022시즌 종료 후 팀에서 퇴단했다.

## 소속팀
| # | 팀명       | 소속 기간             | 소속 리그 | 비고 |
| - | ---------- | --------------------- | --------- | ---- |
| 1 | APK 프린스 | 2018.05.09~2019.04.20 | CK        |      |
| 2 | KT 롤스터  | 2020.12.01~2022.11.22 | LCK       |      |

## 수상 내역
- LCK 아카데미 시리즈 2020 11월 대회 우승
- 2021년 한중일 e스포츠 대회 리그 오브 레전드 부문 우승